# Gentianella fiebrigii
Gentianella fiebrigii är en gentianaväxtart som först beskrevs av Ernest Friedrich Gilg, och fick sitt nu gällande namn av Josef Holub. Gentianella fiebrigii ingår i släktet gentianellor, och familjen gentianaväxter. Inga underarter finns listade i Catalogue of Life.